# Rodrigo Zamorano

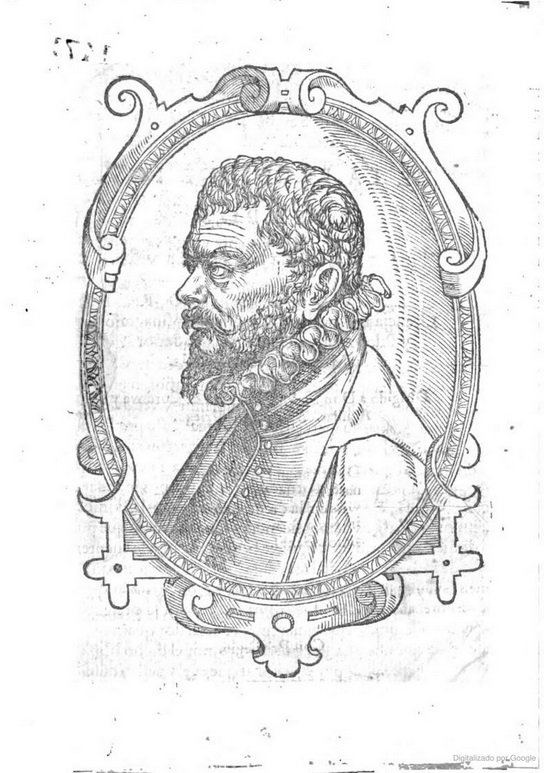
Retrato del piloto mayor de la Casa de la Contratación, el licenciado Rodrigo Zamorano, incluido en su Cronología y Repertorio de la Razón de los tiempos, Sevilla, 1594.

Rodrigo Zamorano (Medina de Rioseco, 1542-Sevilla, 1620) fue un cosmógrafo y matemático español, piloto mayor y catedrático de cosmografía y navegación en la Casa de la Contratación de Indias. Fue autor de varios libros sobre náutica, astronomía, almanaques y matemáticas.

## Obra
En sus obras Zamorano emplea datos de extracción copernicana y emplea las tablas prusianas para razonamiento con datos astronómicos. Localiza al Sol entre los demás planetas y con ello se puede decir que es un partidario del geocentrismo. 
La lista de sus obras escritas se muestra a continuación:
- Primera traducción de Los seis libros primeros de Euclides traducidos en lengua Española procedente de textos de Euclides (Sevilla, 1576).
- Compendio de la arte de navegar que fue dedicado al licenciado Diego Gasca de Salazar, presidente del consejo de Indias. Impreso en Sevilla por Alonso de la Barrera en el año 1581.
- Cronología de la razón de los tiempos, 1594; en el que pone en práctica los procedimientos para ejecutar las labores agrícolas de acuerdo con la observación de los movimientos de los astros en el cielo.
- Carta de marear, impresa en Sevilla en 4.º la primera edición es de 1579, 1588.